# Zherīzhah
Zherīzhah (persiska: ژريژه, ژلیژه, Zhelīzheh) är en ort i Iran.   Den ligger i provinsen Kurdistan, i den nordvästra delen av landet, 400 km väster om huvudstaden Teheran. Zherīzhah ligger 1 644 meter över havet och antalet invånare är 510.
Terrängen runt Zherīzhah är kuperad åt nordost, men åt sydväst är den bergig. Runt Zherīzhah är det ganska tätbefolkat, med 65 invånare per kvadratkilometer. Närmaste större samhälle är Pāveh, 19,1 km sydväst om Zherīzhah. Trakten runt Zherīzhah består i huvudsak av gräsmarker.